# Interlinia
Interlinia (światło międzywierszowe) – jedna z najważniejszych cech tekstu sformatowanego w DTP. Jest to odległość między sąsiednimi wierszami tekstu liczona jako odstęp pomiędzy dolną linią pisma w wierszu górnym i górną linią pisma w wierszu dolnym. W zecerstwie był to justunek długi w postaci wąskiej blaszki metalowej wkładanej pomiędzy wiersze tekstu złożone z czcionek lub wierszy linotypowych. Grubość takiej blaszki wynosiła od 1 do 4 punktów.
Inną nazwą interlinii jest odstęp międzywierszowy. Do niedawna oba pojęcia oznaczały tę samą odległość, jednak wraz z niezbyt dokładnymi spolszczeniami angielskojęzycznych programów komputerowych, głównie biurowych, termin odstęp międzywierszowy zaczął nabierać nowego znaczenia. Obecnie odstęp międzywierszowy oznacza także odległość pomiędzy podstawowymi liniami pisma w dwu sąsiednich wierszach, czyli odległość pomiędzy sąsiednimi liniami, na których stoją litery. Skutkiem tego występuje obecnie pewien bałagan w nazewnictwie.
Prawidłowym określeniem na odległość pomiędzy sąsiednimi podstawowymi liniami pisma jest angielskie słowo leading. Nowe znaczenie terminu odstęp międzywierszowy (inna podobna nazwa to odstęp między wierszami) jest efektem zapotrzebowania na spolszczenie tego ważnego obecnie terminu, który używany jest np. w zaleceniach do przygotowywania drukowanych materiałów na konferencje, do prac magisterskich itp.
W ręcznym składzie (w zecerni) interlinia musiała być siłą rzeczy co najmniej zerowa (brak justunku) lub dodatnia, co oznacza, że odstęp międzywierszowy (w nowym znaczeniu) mógł być tylko równy lub większy od wielkości (stopnia) czcionki. W składzie komputerowym istnieje większa dowolność – interlinia może być także ujemna, tzn. wiersze tekstu można nasuwać w dowolnym stopniu na sąsiednie.
Jednostki odległości:
- Interlinia, odstęp międzywierszowy „stary” (szpara pomiędzy wierszami) – wartości określa się w punktach typograficznych.
- Odstęp międzywierszowy „współczesny” (odstęp między podstawowymi liniami pisma) – wartości określa się w krotnościach i ułamkach wierszy. Wiersze stykają się z sobą, gdy odstęp jest równy 1.

W zecerstwie i redakcji technicznej nie było zapotrzebowania na specjalną nazwę dla odległości między liniami bazowymi sąsiednich wierszy tekstu, a wszystko zaspokajało stosowanie zwrotów typu „dziesięć na dwunastu” (czyli czcionka w stopniu 10 z interlinią 2).
Interlinia jest najważniejszą z cech, które nazywa się światłami. Światła są to odstępy, puste miejsca pomiędzy wszelkimi elementami tekstu. Jeśli światła jest za mało, tekst jest nieczytelny, ponieważ znaki zlewają się z sobą, a poszczególne pola tekstowe trudno rozróżnić. Jeśli światła jest za dużo, tekst również jest nieczytelny – mówi się wtedy, że „z tekstu wieją przeciągi”.